# Église Saint-Luc de Kotor
L'église Saint-Luc de Kotor (en cyrillique serbe : Црква Светог Луке у Котору)'' située dans la ville de Kotor au Monténégro, appartient à l'Église orthodoxe serbe. L'architecture byzantine et gothique a été construite en 1195 sous le règne de Stefan Nemanja. Au XVIIe siècle, Dimitrije Daskal a peint les icônes de l'iconostase de l'église de Sveti Luka (en serbe)''.
Il existe une structure plus ancienne dans la même ville, la cathédrale Saint-Tryphon de Kotor, qui a été construite sur les fondations d'une église chrétienne du IXe siècle en 1066, environ 12 ans après le schisme des Eglises d'Orient et d'Occident (de 1054).

## Galerie

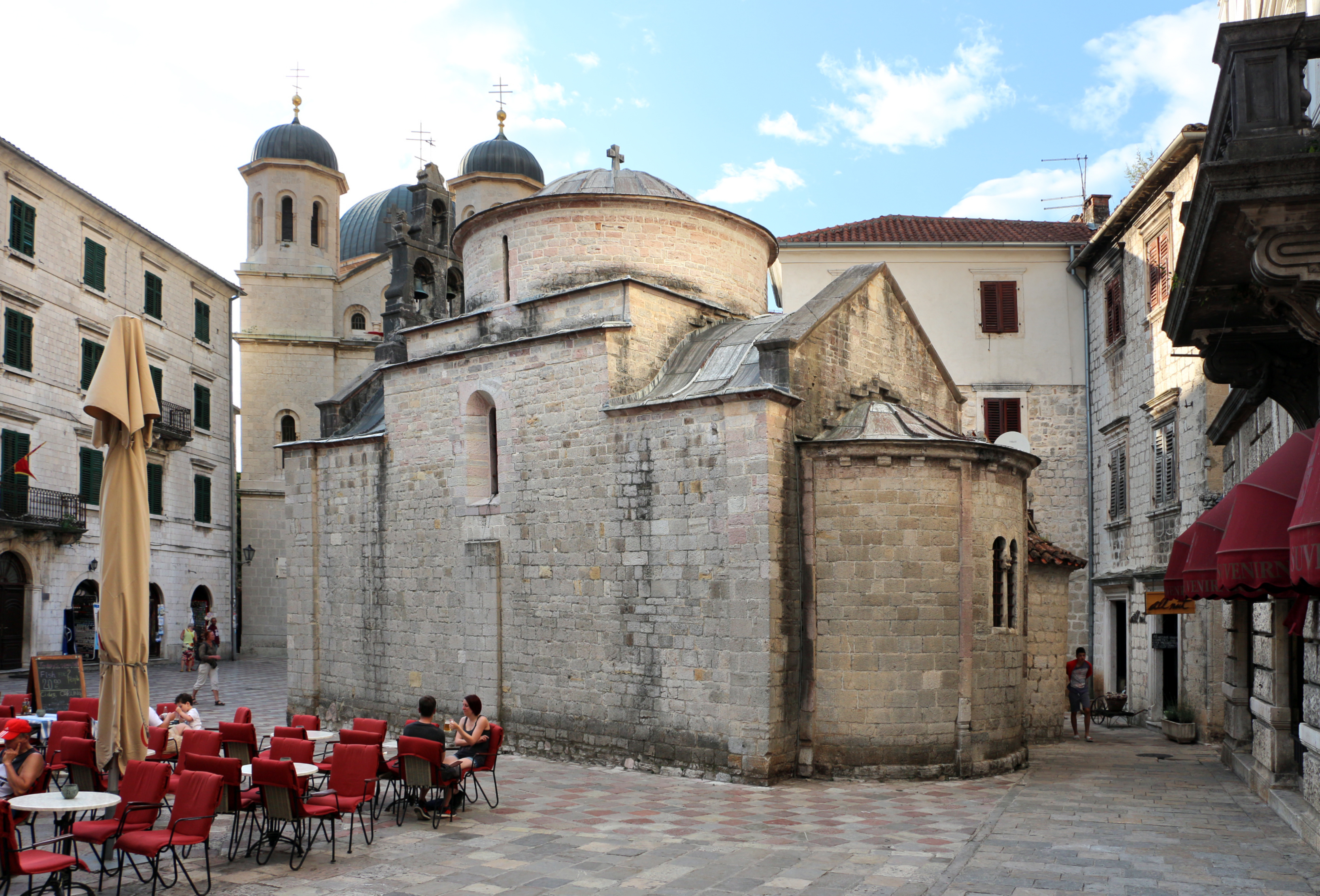
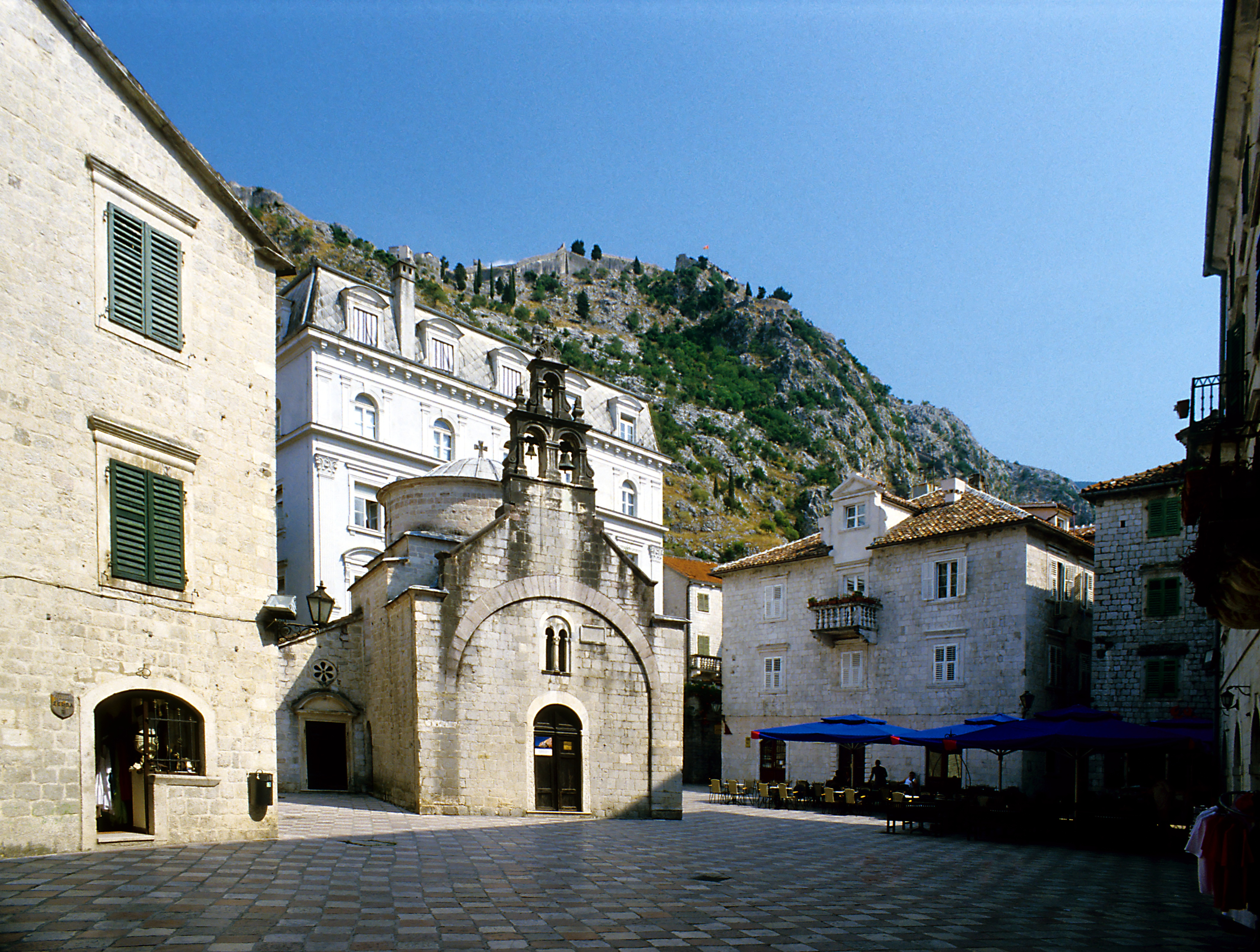
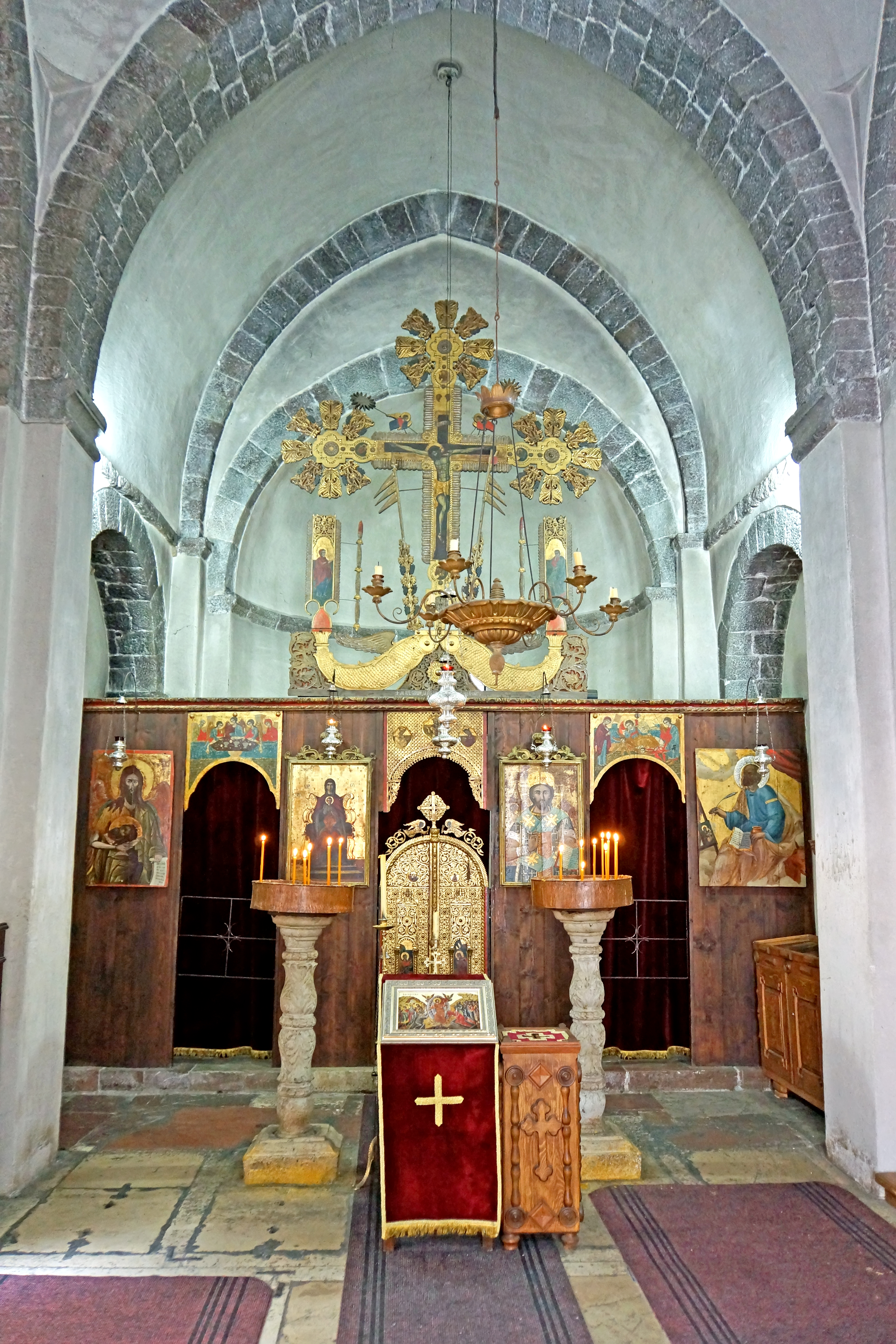
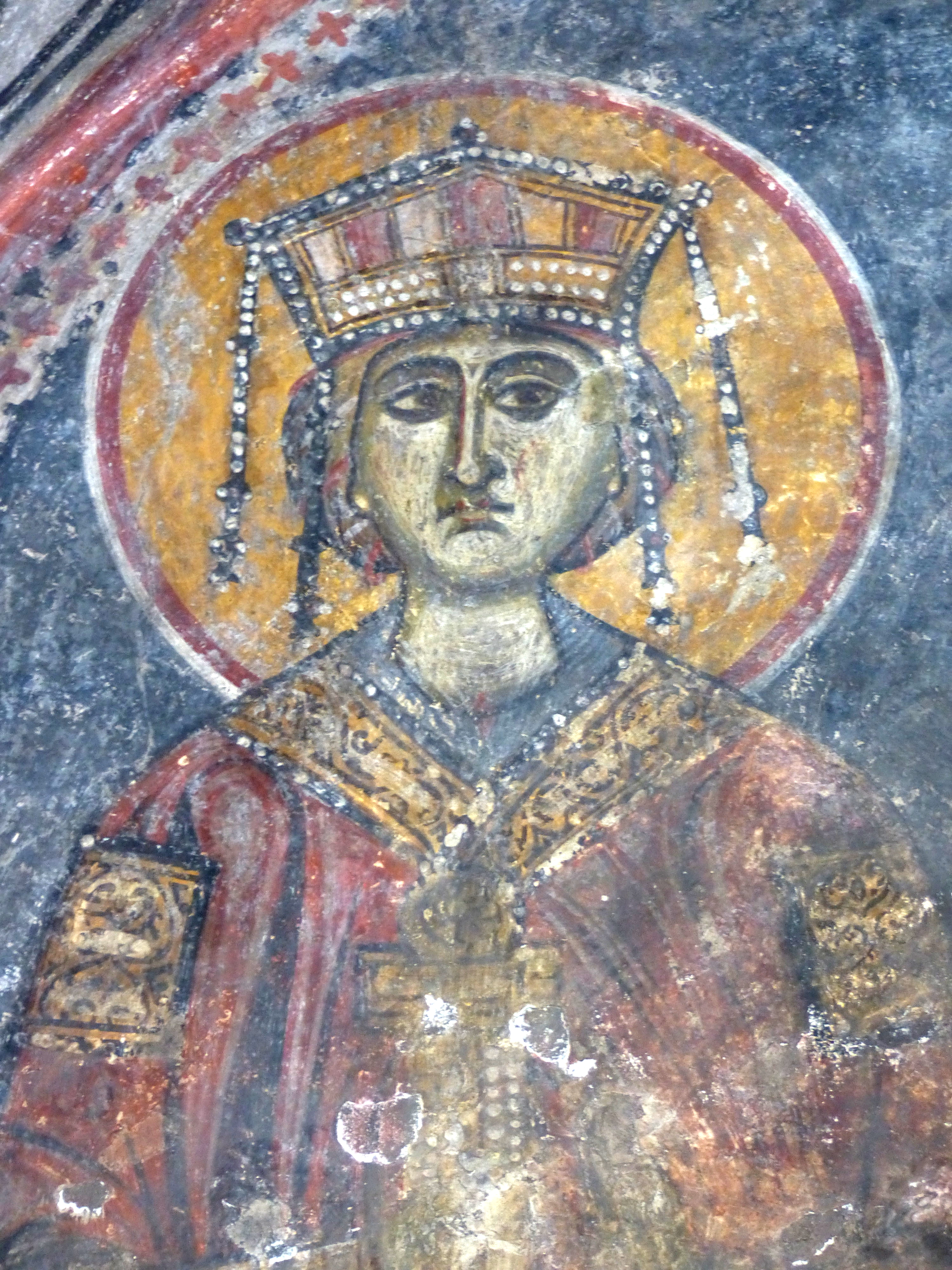